# Eupalaestrus campestratus
Eupalaestrus campestratus é uma espécie de aranha pertencente à família Theraphosidae (tarântulas).

## Habitat
Vivem em tunéis que cavam no solo.

## Outros
Lista das espécies de Theraphosidae (Lista completa das Tarântulas.)